# Ryley Walker
Ryley Walker és un cantautor i guitarrista estatunidenc nascut a Rockford (Illinois). La seva música evoca els cantautors folk britànics, com ara Bert Jansch i Nick Drake. Va començar a trobar-se com a músic quan va començar a practicar la tècnica del fingerpicking a la guitarra, i les sis cordes pinçades fan dibuixos sobre paisatges hipnòtics que remeten al rock progressiu.

## Discografia
Àlbums
- All Kinds of You (Tompkins Square Records, 2014)
- Primrose Green (Dead Oceans, 2015)[3]

EPs
- The Evidence of Things Unseen (Plustapes, 2011)
- Of Deathly Premonitions (with Daniel Bachman) (Plustapes, 2011)
- West Wind (Tompkins Square, 2013)